# Wohnquartier Lindenhof

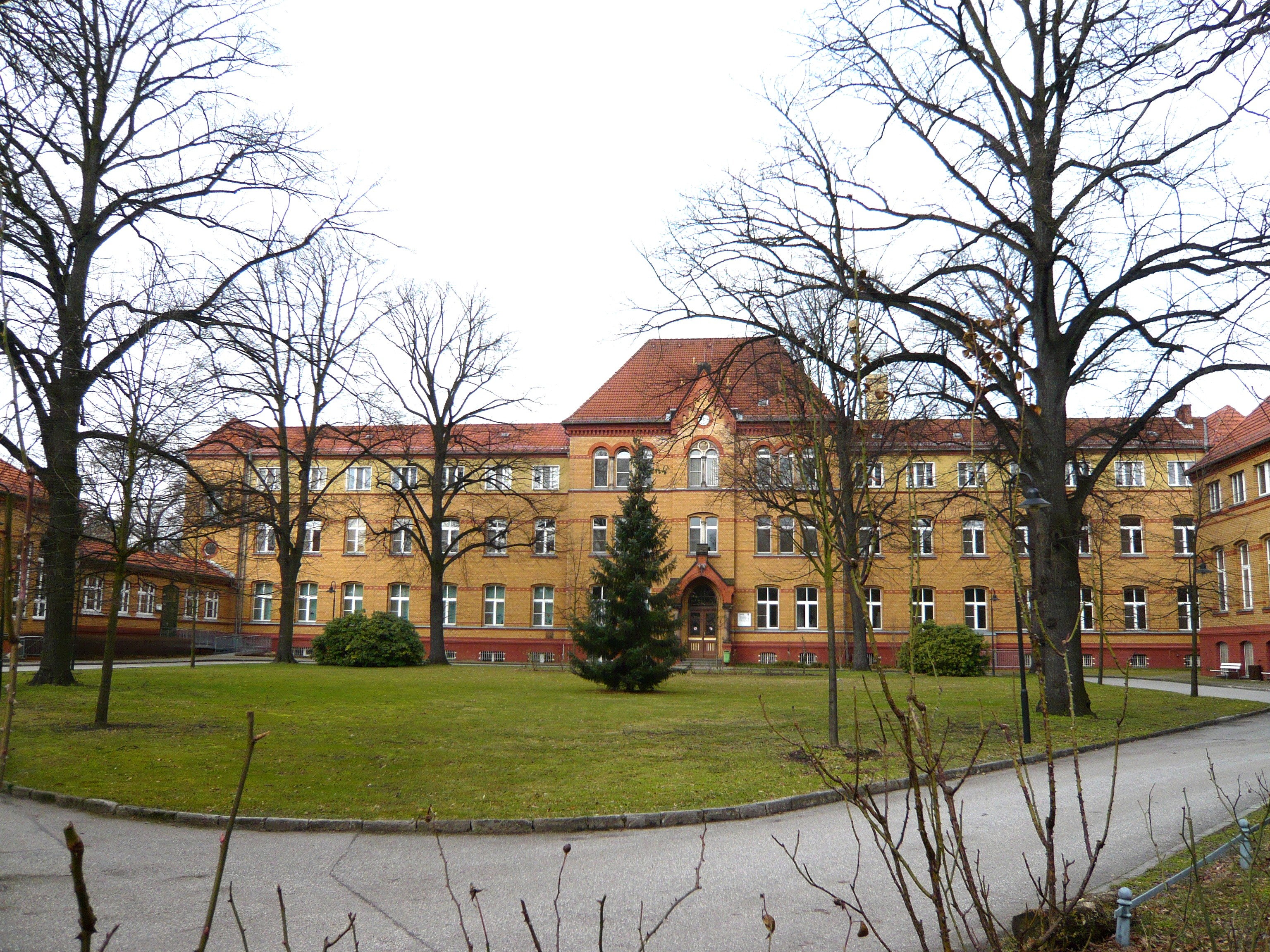
Hofansicht des früheren Krankenhaus-Haupthauses, 2009; soll Mittelpunkt des neuen Wohnquartiers werden

Das Wohnquartier Lindenhof ist eine im Jahr 2016 begonnene Wohnbebauung unter Einbeziehung der auf dem sieben Hektar großen Gelände vorhandenen denkmalgeschützten Bauten der früheren Klinik für Kinder- und Jugendmedizin Lindenhof in Berlin-Lichtenberg. Die Klinik ging wiederum aus dem Knabenarbeitshaus Lindenhof (ursprünglich: Zwangserziehungs-Anstalt für verwahrloste Knaben) an gleicher Stelle hervor. Das Wohnquartier soll bis Ende 2020 fertig gestellt sein.

## Geschichte

### Bau und erste Nutzung als Knaben-Erziehungsanstalt
Die Gemeinde Lichtenberg besaß gegen Ende des 19. Jahrhunderts mit dem Rummelsburger Arbeitshaus ein Gebäude, in dem verwahrloste und kriminell gewordene Jungen untergebracht und erzogen wurden. Mit der schnellen Zunahme der Wohnbevölkerung des aufstrebenden Industrieortes nahm die Kriminalität ebenfalls rasant zu und das Arbeitshaus war bald überbelegt. In dieser Situation beauftragte die Gemeindeverwaltung den Stadtbaurat Hermann Blankenstein, der schon einige Krankenhaus- und Fabrikbauten errichtet hatte, mit der Projektierung eines Knaben-Erziehungsheimes. Dieses sollte auf einem Gelände des früheren Rittergutes entstehen, das beim Bau des KEH übrig geblieben war. Am 10. Juni 1896 wurde das neue Heim für 200 Insassen eröffnet. Den schwerfälligen Namen Zwangs-Erziehungsanstalt in Lichtenberg verkürzten die Einwohner der Gemeinde bald in Die Lichte. Als wesentliches Mittel der Umerziehung diente in dieser Zeit vor allem militärischer Drill in Verbindung mit praktischer Arbeit. Die Abschaffung des Deutschen Kaiserreichs führte zu einem Umdenken in der Erziehung, eine humanistisch-progressive Pädagogik löste den preußischen Drill ab. Gleichzeitig erhielt die Anstalt den neuen Namen Lindenhof. Margarete Buber-Neumann vermerkt dazu in ihren Memoiren: „Das Experiment des Lindenhofes war mir, wie damals sicher allen an pädagogischen Problemen interessierten Menschen, Laien und Fachleuten, in Deutschland und auch im Ausland, gut bekannt. Karl Wilker gehörte in die vorderste Reihe der deutschen Reformer nach dem ersten Weltkriege. Er hatte 1917 die in üblem Rufe stehende Lichte, eine Zwangserziehungsanstalt nach strengstem preußischem Muster, übernommen, mit der Absicht, sie zu einem modernen Institut mit aufgeklärten Besserungsmethoden umzuwandeln. Diese Absicht erschöpfte sich nicht darin, dass er der Anstalt einen neuen Namen gab, sie Lindenhof taufte, sondern Wilker versuchte, den Umgangston mit den Zöglingen radikal zu ändern. Bevor er die Lichte übernahm, hatte man die eingesperrten Kinder und Jugendliche wie erwachsene Verbrecher behandelt. Man dachte nicht daran, sie umzuerziehen, sondern hielt sie wie Sträflinge. Prügel und Torturen waren an der Tagesordnung. Zu Wilkers Zeiten konnte man noch die Prügelzelle sehen, deren Wände über und über mit Blut bespritzt waren. Jetzt war sie allerdings nur noch eine abschreckende Sehenswürdigkeit. Zum größten Teil waren bis zum Jahre 1917 die Erzieher in dieser Anstalt ehemalige Berufssoldaten, sogenannte Zwölfender, die man nach der Beendigung ihrer Dienstzeit in den Beamtenstand übernommen hatte. Auch Wilker vermochte nicht, diese Schinder ganz aus dem Lindenhof zu entfernen. Er hatte bei seiner Amtsübernahme lediglich erreichen können, dass die städtischen Behörden, denen der Lindenhof unterstand, ihm erlaubten, die Hälfte der Erzieherposten nach eigenem Ermessen zu besetzen.“
Trotz des so entstandenen guten Rufes kam es zu öffentlichen Protesten, unter anderem zu einer Großkundgebung von Jugendlichen im Lehrervereinshaus. Als Ursachen der Proteste gelten die offen ausgebrochenen Differenzen der alteingesessenen Erzieher des Heimes gegen die gelockerten und freundlicheren Umgangsformen des Leiters Dr. Wilker. Dieser hatte wegen des andauernden Mobbings schließlich sein Amt im November 1920 niedergelegt. Mit dieser Kundgebung und dem Auftreten von Vertretern des Lichtenberger Jugendamtes brachten die Zöglinge ihre Unterstützung für Karl Wilker und seine Mitarbeiter zum Ausdruck.
Die Nationalsozialisten verlegten die Erziehungsanstalt 1941 nach außerhalb der Berliner Stadtgrenzen in die Nähe von Ludwigsfelde nach Struveshof. In die Gebäude des Lindenhofs zogen dafür die Kinderabteilungen aus dem Oskar-Ziethen-Krankenhaus ein. Ein Bombentreffer am Ende des Zweiten Weltkriegs führte zu größeren Gebäudeschäden. Die damals 120 Kinder wurden aber weiterbehandelt und konnten das Kriegsende hier erleben.

### 1945 bis 2012: Kinderkrankenhaus

#### Ausbau zum Kinderkrankenhaus Lindenhof
Im April 1945 sollte die Wehrmacht auf dem Gelände stationiert werden, um die vordringende Rote Armee aufzuhalten. Der Anstaltsleiter verhinderte dies und ließ dagegen eine weiße Fahne hissen. Nachdem die erste Einheit der sowjetischen Truppen eingetroffen war, wurden sofort Lebensmittel für die Kinder geliefert und sogar drei Kühe mit Futter bereitgestellt, um die Milchversorgung zu gewährleisten; ein Rotarmist wurde zum Melken abkommandiert.
Am 24. September 1946 ordnete der sowjetische Stadtkommandant Kotikow die Entwicklung dieser medizinischen Einrichtung zum „größten Kinderkrankenhaus im sowjetischen Sektor“ an.
Im Zeitraum 1947 bis 1951 konnten alle Kriegsschäden beseitigt und weitere Gebäude auf dem Gelände errichtet werden. Das Kinderkrankenhaus Lindenhof (KKL) bot nun Behandlungsmöglichkeiten für 284 junge Patienten in neun verschiedenen Stationen. In den Jahren bis 1989 erfolgte eine kontinuierliche bauliche Erweiterung, verbunden mit einer immer besseren medizinischen Behandlung und Diagnostik. Die Einrichtung wurde verwaltungstechnisch selbstständig, arbeitete jedoch weiterhin eng mit dem Oskar-Ziethen-Krankenhaus (OZK) zusammen.
In den 1980er Jahren galt die Kinderklinik als (Ost-)Berlins größte Einrichtung dieser Art. In zwei Fachambulanzen sowie auf elf Stationen wurden die Kinder und Jugendlichen vor allem aus den damaligen Stadtbezirken Lichtenberg, Köpenick, Marzahn und Hellersdorf medizinisch betreut.

#### Neuordnungen nach 1990
Nach der Wende schloss zum Ende Dezember 1991 die Poliklinik und das KKL fusionierte 1992 wieder mit dem OZK. Anstelle der Poliklinik etablierte sich ein Sozial-Pädagogisches Zentrum (SPZ; kurz Sozialpädiatrie genannt), dessen Spezialisten Kinder und Jugendliche im Alter von 0 bis 18 Jahren mit nachhaltigen Störungen der Entwicklung und/oder Behinderungen ambulant behandeln. Mit der Privatisierung des Krankenhauses durch den Sana-Verbund ging der Lindenhof als Kinderabteilung in das Sana-Klinikum über. Als im Jahr 2002 die Erweiterungsbauten des OZK am Hauptstandort begonnen wurden, hatten die Bezirksverantwortlichen an eine Aufgabe des Standortes Lindenhof gedacht, was jedoch zunächst verworfen wurde. Die Einrichtung beschäftigte etwa 250 Personen, sie hieß nun „Klinik für Kinder- und Jugendmedizin Lindenhof des Sana Klinikums Lichtenberg“. 110 Betten, eine gesonderte Tagesklinik, eine Kinder-Rettungsstelle und zahlreiche medizinische Spezialabteilungen gehörten ebenfalls dazu. Ab Juli 2005 verfügte die Klinik über ein zertifiziertes Schlaflabor für Kinder. Anfang März 2009 beschloss der Senat von Berlin auf Antrag der BVV Lichtenberg ein Stadt-Sanierungsgebiet, das auch das Gelände des Lindenhof umfasst.

#### Verlegung des Kinderkrankenhauses 2012
Nach Fertigstellung der Gebäude im Gelände des OZK (Investitionssumme 25 Millionen Euro) wurde die Kindereinrichtung zwischen März und Mai 2012 doch in die Fanningerstraße verlegt. Dort wurde die Einrichtung mit einer Festveranstaltung am 10. Mai 2012 in ein neu eröffnetes Eltern-Kind-Zentrum eingebunden.
Damit im Zusammenhang stellte die BVG ihre spezielle Omnibuslinie als Zubringer zum Kinderkrankenhaus ein. Diese wurde aber auch von vielen Anwohnern und Besuchern des Zentralfriedhofs genutzt, was im Sommer 2012 zu etlichen Protesten und Forderungen der Wiederinbetriebnahme führte.
Im Jahr 2001 hatte das Kinderkrankenhaus einen Tag der offenen Tür durchgeführt, zu dem Vertreter des DRK, des Zivilschutzes und des THW eingeladen waren. Auf dem Freigelände konnten die jungen Besucher die Arbeitsweise der Hilfsorganisationen und die Rettungstechnik kennenlernen.
Der Tag der offenen Tür des Jahres 2012 war zugleich der Schlusspunkt der Einrichtungen am alten Standort.

#### Medizinische Leiter des Kinderkrankenhauses von 1933 bis 2012
| von – bis                 | Name              | Lebensdaten |
| ------------------------- | ----------------- | ----------- |
| 1933–1938                 | Alfred Nitschke   | 1898–1960   |
| 1938–1946                 | Leonid Doxiades   | 1889–1969   |
| 1947–1975                 | Martin Hochbaum   | 1910–1990   |
| 1976–1987                 | Manfred Breunung  | * 1936      |
| 1987–1989                 | Michael Boettcher | * 1982      |
| 1989–31. August 2007      | Volker Hesse      | * 1942      |
| ab 1. September 2007–2012 | Volker Stephan    | * 1959      |

### Lindenhofals Wohnquartier

#### Um- und Neubaupläne
Das gesamte Gelände der früheren Kinderklinik an der Gotlindestraße wurde im Jahr 2012 an die Wohnungsbaugesellschaft Howoge verkauft. Diese hat Architekten und die Landschaftsplaner Grünplanung Oehm & Herlan (Nürnberg) mit den detaillierten Planungsarbeiten beauftragt.
Die ersten bekannt gewordenen Pläne sahen vor, dass ab Frühjahr 2016 in den historischen Gebäuden 410 barrierearme Mietwohnungen eingerichtet werden. Zusätzliche fünf- bis sechsgeschossige Gebäude auf dem Gelände sollen zu weiteren Wohneinheiten führen.
Am 5. September 2016 erfolgte der erste Spatenstich für die Bauarbeiten auf dem Gelände. Das neue Wohnquartier sollte im Dezember 2018 fertiggestellt sein. Für den planmäßigen Baubeginn wurden das historische Pförtnerhäuschen an der Gotlindestraße und das frühere Gästewohnhaus auf dem Krankenhausgelände abgerissen.

#### Realisierung
Wegen weiterer Planungsarbeiten, Auflagen und Änderung von Zuständigkeiten ist das Wohnquartier Lindenhof, wie es nun offiziell genannt wird, im Jahr 2018 nicht fertig geworden. Der offizielle Baustart erfolgte im Januar 2017. Die Bauausführung erfolgt durch die Ed. Züblin AG, als Bauherrin im Auftrag der Howoge tritt die terraplan Baudenkmalsanierungs-Gesellschaft mbH aus Nürnberg auf, weitere Unterauftragnehmer wurden hinzugezogen.
Für den ersten sechsgeschossigen Neubaublock in U-Form, im Nordwesten des Areals gelegen, hat das Richtfest am 30. Mai 2018 stattgefunden.
Im Spätherbst 2018 konnten die ersten Mieter einziehen.
Zur verkehrsmäßigen Erschließung des Geländes sind frühere namenlose Zufahrtswege ausgebaut und miteinander verbunden worden. Die auf das Areal führende Straße, in Verlängerung der Kriemhildstraße, heißt seit 2017 Klara-Weyl-Straße, von ihr geht U-förmig ostwärts die Straße Im Lindenhof ab, die alle historischen Krankenhausbauten umrundet.

#### Beschreibung
Die sieben Neubauten sind in drei Themenbereiche unterteilt: Birkenhof, Kirschenhof und Eichenhof und umfassen unterschiedliche Wohnungs- und Gebäudetypen. Entsprechend der Thematik erfolgt eine individuelle Begrünung und den Bewohnern werden Plätze für Ruhe und Entspannung aber auch für Aktivitäten geboten. Die Unterkünfte sind für alle Altersgruppen geeignet, da sie von Ein- bis Fünfzimmerwohnungen reichen. Rund ein Viertel aller Wohnungen ist entsprechend den Bezirksvorgaben geförderter Wohnraum und kann deshalb nur gegen Vorlage eines Wohnbezugsscheins gemietet werden.
Alle historisch erhaltenen und unter Denkmalschutz stehenden Bauten des Krankenhauses bilden den Themenbereich Lindenhof. Im früheren Hauptgebäude sind Eigentumswohnungen vorgesehen und sollten nach der Planung im ersten Quartal 2019 bezugsfertig sein. Die Termineinhaltung scheint aber nach dem Stand der Arbeiten (Mitte Februar 2019) kaum mehr möglich zu sein: im Inneren werden gerade neue Versorgungsleitungen und neue Zwischenwände installiert. Die früheren vier Einzelbauten, die als Wirtschafts- oder Funktionsgebäude des Krankenhauses dienten, werden ebenfalls denkmalgerecht saniert und in die Wohnsituation eingepasst. Fassadensanierungen sind hier größtenteils bereits erfolgt.
Zusätzlich zum Bau der Mietwohnhäuser entsteht eine Kindertagesstätte mit ca. 70 Plätzen.

## Architektur

### Historische Gebäude
Der Architekt Herrmann Blankenstein entwarf zwei- bzw. dreigeschossige Bauwerke aus gelben und roten Klinkerverblendfassaden mit Walmdächern. Er setzte einige sparsame Schmuckelemente ein wie einen Mittelrisalit mit Säulenportal, ein neogotisches Uhrentürmchen (hofseitig) und Reliefs, die hier von den Knaben erlernte Tätigkeiten symbolisieren. Die Häuser bilden eine U-förmige zusammenhängende Bebauung, die sich um einen größeren Hof gruppieren. Nach der Beseitigung der Kriegsschäden wurde das Uhrentürmchen auf dem Haupthaus nicht wieder aufgesetzt. Dafür erfolgten Anbauten und teilweise Stockwerkserhöhungen, die mit farblich passendem Putz gestaltet wurden. Der Haupteingang wurde auf die frühere Rückseite verlegt und ermöglichte so die schnelle Zufahrt mit Rettungswagen.
Ein Flachbau diente als Pförtnerhäuschen, Wirtschaftsbauten wie eine Wäscherei, eine Küche, ein Heizwerk, ein Verwaltungsgebäude vervollständigten die Anlage, sie befanden sich in einem baulichen Abstand zum Hauptgebäude.
Die Außenansichten der historischen Bauten bleiben nach der Umnutzung in ursprünglicher Fasson erhalten.

### Bauten auf dem Gelände in den 2010er Jahren
Neben dem Architekturbüro raumwandler.de wurden die Architekten Max Dudler und KSP Jürgen Engel in die Neu- und Umbauplanungen einbezogen.
Alle Wohngebäude sind in Betonschalenbauweise im Energiesparmodus errichtet worden und verputzt. Sie variieren von vier bis sechs Etagen, wobei die oberste Etage gegenüber der Gebäudeflucht zurückspringt. Die Anordnung aller Bauten der drei Themenbereiche orientiert sich jeweils an einer U-Form, wird jedoch auch unterbrochen und mit Einzelgebäuden fortgesetzt. So entsteht eine sehr aufgelockerte Bauweise, die sich der Natur weit öffnet. Umweltfreundliche und emissionsarme Produkte wie zertifiziertes Holz kamen zum Einsatz, zwei Blockheizkraftwerke liefern für den Baukomplex Heizwärme, Warmwasser und preisgünstigen Strom für die Mieter.

## Auszeichnung
Die Howoge als Bauherrin erhielt im Jahr 2019 für die Gestaltung des Neubauteils des Wohnquartiers das Qualitätssiegel des Vereins NaWoh. Diese Auszeichnung vergibt der genannte Verein seit dem Jahr 2012 und sie wird seit 2016 vom Bundesbauministerium anerkannt. Für die Vergabe wurden berücksichtigt, dass alle 585 neu errichteten Wohnungen auf dem Gelände barrierefrei sind, dass sowohl Angebote für seniorengerechtes Wohnen bestehen als auch das Vorhandensein einer Kindertagesstätte. Zusätzlich sind die Park- und Innenhöfe mit Grün- und Spielflächen gestaltet, die gleichzeitig als Versickerungsfläche für Regenwasser dienen.